# Pietro Cardani
Pietro Cardani (Padova, 21 ottobre 1858 – Parma, 5 dicembre 1924) è stato un fisico e politico italiano.

## Biografia
Nato a Padova, si trasferì nel 1871 a Palermo al seguito della famiglia. A Palermo prese la laurea in Fisica nel 1881. Dopo un periodo a Roma, dal 1887 al 1893, come insegnante di fisica all'Istituto tecnico, ottenne nel 1893 la cattedra di fisica sperimentale nell'università di Parma.
Nel 1904 fu candidato alla camera dei deputati nel collegio di Parma I dove fu eletto per la XXII legislatura e per la XXIII alle successive elezioni del 1909. A Parma ricoprì la carica di consigliere comunale e quella di consigliere provinciale,
Dal 1908 fu socio corrispondente dell'Accademia dei Lincei.
Fu rettore dell'Università di Parma dal 1914 al 1919.
Allo scoppio della prima guerra mondiale si arruolò come volontario e al fronte curò l'organizzazione del servizio fototelemetrico.

## Opere
- Trattato di fisica sperimentale ad uso delle università (con Angelo Battelli), 4 voll., F. Vallardi, Milano, 1922-25.